# Benjaminas Zelkevičius (1977)
Benjaminas Zelkevičius (15 settembre 1977) è un ex calciatore lituano, di ruolo attaccante.

## Carriera

### Club
Ha giocato nella massima serie lituana con la maglia dello Žalgiris-2 (formazione riserve dello Žalgiris) e del FBK Kaunas.

### Nazionale
La sua una presenza in nazionale risale al 14 febbraio 1997, nell'amichevole contro la Polonia valida per il torneo internazionale di Cipro; si trattò di una nazionale sui generis in quanto per tutto il torneo era costituita esclusivamente da giocatori del FBK Kaunas.

## Statistiche

### Cronologia presenze e reti in nazionale
| Cronologia completa delle presenze e delle reti in nazionale ― Lituania | Cronologia completa delle presenze e delle reti in nazionale ― Lituania | Cronologia completa delle presenze e delle reti in nazionale ― Lituania | Cronologia completa delle presenze e delle reti in nazionale ― Lituania | Cronologia completa delle presenze e delle reti in nazionale ― Lituania | Cronologia completa delle presenze e delle reti in nazionale ― Lituania | Cronologia completa delle presenze e delle reti in nazionale ― Lituania | Cronologia completa delle presenze e delle reti in nazionale ― Lituania |
| Data                                                                    | Città                                                                   | In casa                                                                 | Risultato                                                               | Ospiti                                                                  | Competizione                                                            | Reti                                                                    | Note                                                                    |
| ----------------------------------------------------------------------- | ----------------------------------------------------------------------- | ----------------------------------------------------------------------- | ----------------------------------------------------------------------- | ----------------------------------------------------------------------- | ----------------------------------------------------------------------- | ----------------------------------------------------------------------- | ----------------------------------------------------------------------- |
| 14-2-1997                                                               | Agia Napa                                                               | Lituania                                                                | 0 – 0                                                                   | Polonia                                                                 | Amichevole                                                              | -                                                                       |                                                                         |
| Totale                                                                  |                                                                         | Presenze                                                                | 4                                                                       |                                                                         | Reti                                                                    | 0                                                                       |                                                                         |